# Hapalopsittaca
Hapalopsittaca is een geslacht van vogels uit de familie Psittacidae (papegaaien van Afrika en de Nieuwe Wereld).

## Soorten
Het geslacht kent de volgende soorten:
- Hapalopsittaca amazonina  – Andespapegaai
- Hapalopsittaca fuertesi  – Fuertes' andespapegaai
- Hapalopsittaca melanotis  – Zwartvleugelpapegaai
- Hapalopsittaca pyrrhops  – Vuuroogandespapegaai